# ناحیه بنانا
ناحیه بنانا (به لاتین: Banana District) یک منطقهٔ مسکونی در ایالت آزاد کنگو و کنگوی بلژیک بود  که در موز واقع شده‌است.